# Cantastampa
Il Cantastampa è stato un festival musicale organizzato a metà degli anni sessanta, con la caratteristica che i testi delle canzoni erano scritti dai più noti giornalisti italiani. Le cinque edizioni del Festival si tennero dal 1963 al 1968, saltando le edizioni del 1965 e 1967, e poi l'ultima nel 1972; si trattava di una rassegna senza vincitori.

## Storia
La prima edizione del Cantastampa si tenne il 19 e il 20 a luglio 1963 a Rimini, presentata da Corrado, con la partecipazione come organizzatore di Luciano Gorini e non venne trasmessa in televisione, al contrario di quella dell'anno successivo, sempre condotta da Corrado, di cui parlò anche la prestigiosa rivista musicale internazionale Billboard.
Le edizioni successive (1966 e 1968) vennero trasmesse sul Secondo canale; nell'edizione del 1966 si affiancò all'organizzazione il discografico Gualtiero Guerrini e la particolarità fu che, a parte i Rokes, parteciparono solo cantanti donne.
All'edizione del 1968 partecipò come autore Paolo Conte, con Un piede, testo di Vincenzo Buonassisi, interpretata da Bruna Modigliani e anche uno sconosciuto Riccardo Cocciante, al suo debutto con lo pseudonimo Riccardo Conte, con So di una donna.
Dopo l'edizione del 1968 gli organizzatori annunciarono la fusione del Cantastampa con il Cantagiro, che infatti nelle edizioni successive si svolse abbinato a questa manifestazione.

## Albo d'oro

### 1963
19 e 20 Luglio 1963, Rimini; presenta Corrado
Non è prevista classifica.
Tra i cantanti in gara Mimì Bertè con You Are My Boy .

### 1964
Mercoledì 12 agosto 1964, Casinò di Taormina; presenta Corrado, regia di Fernanda Turvani
Non è prevista classifica, ma è assegnato il Trofeo Cantastampa ai seguenti artisti:
1. Migliori cantanti:

- Mina
- Sergio Endrigo

1. Miglio compositore:

- Gino Paoli

1. Miglior paroliere:

- Mogol

1. Miglior direttore d'orchestra:

- Ennio Morricone

1. Migliore casa discografica:

- RCA Italiana

1. Migliori trasmissioni televisive:

- La fiera dei sogni di Mike Bongiorno
- Canzoniere minimo di Giorgio Gaber

1. Miglior trasmissione radiofonica:

- Dribbling di Enzo Tortora

### 1966
Giovedì 1 settembre, San Benedetto del Tronto; presentano Enrico Simonetti e Isabella Biagini
I Rokes con Che mondo strano (testo di Sergio Modugno e Franco Migliacci; musica di Shel Shapiro
Gli altri partecipanti: Anna Identici, Anna Marchetti, Aura D'Angelo, Daisy Lumini, Donatella Moretti, Edda Ollari, Eliana De Rosi, Emanuela Tinti, Jonica, Luciana Turina, Marisa Galvan, Milena, Mirna Doris, Paola Penni, Renata Pacini, Rita Monico, Roberta Mazzoni, Sonia e Le Sorelle, Titti Bianchi, Vanna Scotti, Wilma Goich
Ospite fuori concorso: Rita Pavone

### 1968
Martedì 12 novembre, Trento; presenta Corrado
- Tra i cantanti in gara: Riccardo Conte, Gipo Farassino, Bruna Modigliani, Marina Benetti, Paolo e i Crazy Boys